# Popjihad
Popjihad is een in de jaren 2010 in westerse landen ontstane subcultuur, waarin radicaliserende en geradicaliseerde moslimjongeren vooral via sociale media flirten met teksten en symbolen van Al Qaida.
In november 2013 werd bekend dat Europese inlichtingendiensten zich over de popjihad ongerust maken. De Nationaal Coördinator Terrorismebestrijding en Veiligheid noemt de jihad als lifestyle 'buitengewoon zorgwekkend'.
De Nederlandse arabist Jan Jaap de Ruiter, als universitair docent verbonden aan de Tilburg University noemt de popjihad een 'cultus van de dood' en schat de omvang van het fenomeen in Nederland op enkele honderden jongeren.
Voor sommige jongeren vormt de popjihad een stap op weg naar deelname aan conflicten als de Syrische Burgeroorlog.